# كونراد كونيغ
كونراد كونيغ (بالألمانية: Konrad König)‏ (مواليد 31 يوليو 1961) هو ملاكم نمساوي، مثّل بلاده في الألعاب الأولمبية الصيفية 1984.

## روابط خارجية
كونراد كونيغ على موقع أوليمبيديا (الإنجليزية)